# Кунарёв, Виталий Серафимович
Вита́лий Серафи́мович Кунарёв (20 апреля 1937 — 18 декабря 2024) — советский легкоатлет, специалист по бегу на короткие дистанции. Выступал на всесоюзном уровне в 1960-х годах, чемпион СССР, победитель и призёр первенств всесоюзного значения. Представлял Ленинград и спортивное общество «Буревестник». Мастер спорта СССР. Также известен как преподаватель и спорторганизатор. Кандидат педагогических наук. Заслуженный работник физической культуры Российской Федерации.

## Биография
Виталий Кунарёв родился 20 апреля 1937 года. Занимался лёгкой атлетикой в Ленинграде, выступал за добровольное спортивное общество «Буревестник».
Первого серьёзного успеха на всесоюзном уровне добился в сезоне 1961 года, когда на чемпионате СССР в Тбилиси вместе с партнёрами по ленинградской команде Эдвином Озолиным, Анатолием Михайловым и Николаем Политико одержал победу в зачёте эстафеты 4 × 100 метров.
В 1962 году на чемпионате СССР по эстафетному бегу в Ташкенте выиграл серебряную медаль в эстафете 4 × 100 метров.
В 1970 году окончил Государственный дважды орденоносный институт физической культуры имени П. Ф. Лесгафта, после чего в 1974—1987 годах преподавал здесь на кафедре лёгкой атлетики, занимал должность проректора.
С 1987 года по 2017 год — заведующий кафедрой физической культуры Ленинградского государственного педагогического института имени А. И. Герцена (позднее Российский государственный педагогический университет имени А. И. Герцена). Написал более 20 научных работ и учебно-методических пособий. Кандидат педагогических наук. Профессор (1999).
Помимо преподавательской деятельности проявил себя как спорторганизатор. В 1991—1995 годах являлся президентом Федерации стрельбы из лука Санкт-Петербурга, с 1996 года возглавлял санкт-петербургскую Школу высшего спортивного мастерства, в качестве эксперта по физической культуре и спорту входил в Комитет народного образования Санкт-Петербурга.
Награждён почётным знаком «За заслуги в развитии физической культуры и спорта» (1987), медалью «50 лет Победы в Великой Отечественной войне 1941—1945 гг.» (1995), удостоен почётного звания «Заслуженный работник физической культуры Российской Федерации» (1997).